# Lecidea subcinerascens
Lecidea subcinerascens är en lavart som beskrevs av William Nylander. 
Lecidea subcinerascens ingår i släktet Lecidea och familjen Lecideaceae. Arten är reproducerande i Sverige.